# 이양선

19세기 서양의 범선인 프리깃

이양선(異樣船)이란 조선 후기에 조선 연안 지역에 출몰했던 정체불명의 배들을 가리키는 표현이다. 모양이 동양 세계의 배와 달리 특이한 모양이다 하여 이양선이란 이름이 붙었으며 황당선(荒唐船)이라고 부르기도 한다. 처음에는 종류와 국적에 상관없이 낯선 배를 가리키는 의미로 사용되었으나 점차 유럽을 비롯한 서양의 함선을 가리키는 말로 사용되었다.

## 유래
황해도 관찰사 공서린의 서장을 보니 도내 풍천부 침방포에 황당선 한 척이 바람이 심해 배를 운행할 수 없게 되자 강가에 와서 정박하였는데, 붙잡아 조사하니 4명의 의복 중에는 중국 것도 섞여 있어 중국인인 듯했으며 말은 잘 이해할 수 없었다 — 중종실록 92권, 중종 35년 1월 19일

조선왕조 실록에서 낯선 배를 가리키는 황당선이라는 말이 처음 보이는 것은 중종 35년(1540년) 1월 19일의 기사이다. 이후 조선왕조 실록에는 여러 차례 황당선이 등장한다. 18세기에 들어 청나라 어선이 조선 북쪽 연해를 거리낌 없이 드나들며 어로 행위를 하였다. 1738년에는 불법으로 어로 작업을 하다 조선이 퇴거 명령을 내리지 이에 불응하고 4백 여명이 육지까지 올라와 약탈과 살인을 일삼는 일이 벌어지기도 하였다. 이에 조선은 추포선을 마련하고 청나라의 황당선을 막으려 하였다. 정조 7년(1783년) 비변사에서는 해서어사(海西御史)의 업무 목록에 황당선을 추포하기 위한 연군(烟軍)의 조성과 관리를 명시하였다.
황당선이란 용어는 점차 이양선이라는 이름과 함께 쓰였다. 정조 18년(1794년)에 "호서 마량진에 이양선이 출몰하였다"라는 기록이 처음 등장하는데, 이 때의 배는 서양 세력의 배가 아니라 중국 남부나 류큐의 배였다.
己丑/先是, 有異樣船漂到湖西之馬梁鎭前洋— 정조 실록, 정조 18년 11월 5일

당시 표류한 사람들은 스스로를 등주 황현 사람으로 고기잡이를 나섰다가 표류하였다고 하였으며 육로로 돌아가기를 희망하였다.

## 서양의 이양선

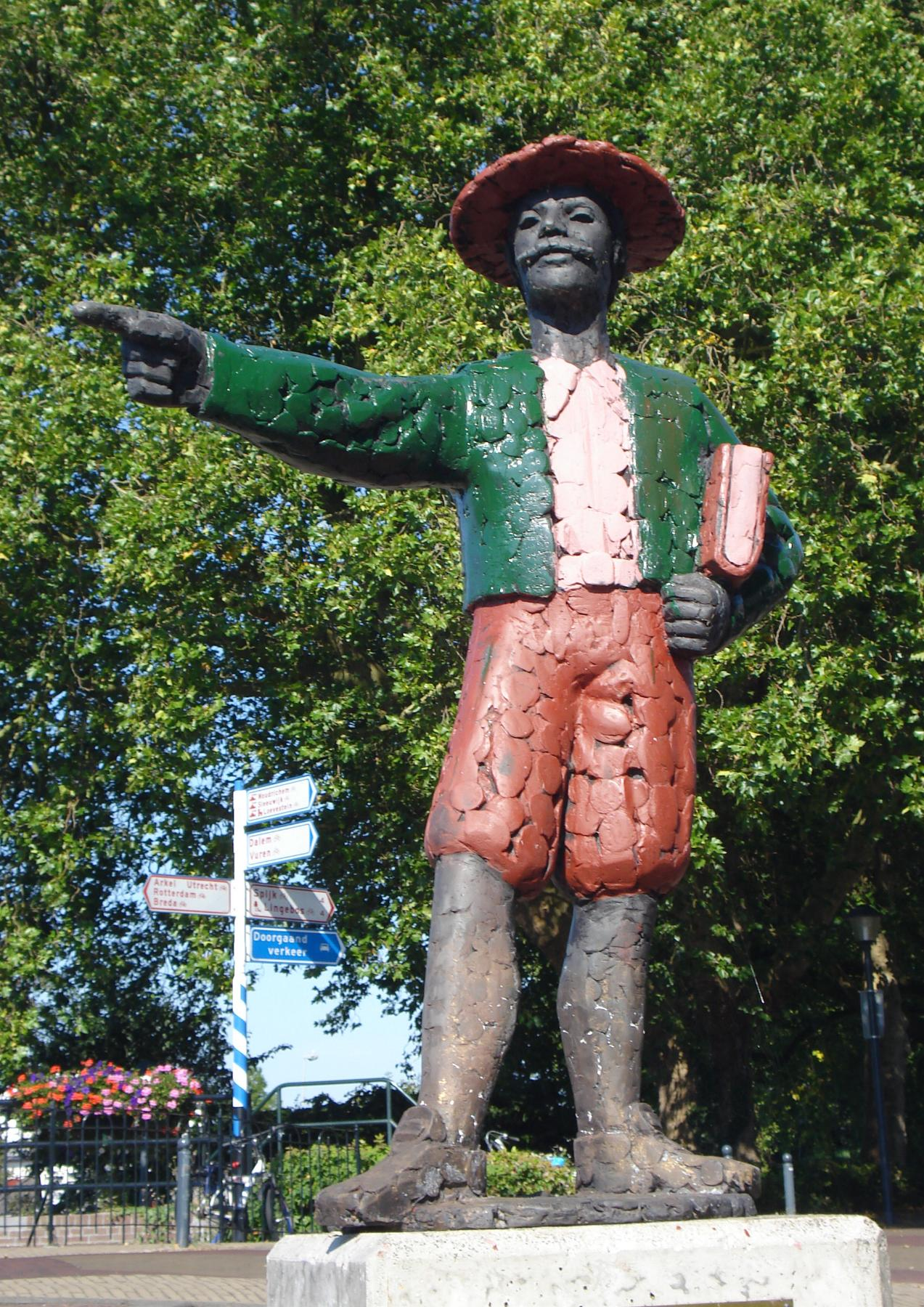
네덜란드 호린험에 세워진 헨드릭 하멜의 동상. 호린험은 하멜의 고향이다.

16세기 아시아 지역에 처음 나타난 서양 세력은 포르투갈과 스페인이었다. 이들은 기독교의 전파와 무역 거래, 그리고 식민지의 건설과 같은 목적을 지니고 중국과 일본에 접근하였다. 그러나 서로 경쟁 상대였던 스페인과 포르투갈은 기독교 선교권을 놓고 서로 다투었고 일본의 도쿠가와 막부는 이들의 출입을 금지하는 칙령을 발표하기에 이르렀다.:273-274 그 뒤로 네덜란드의 상선들이 동아시아를 오가기 시작하였다. 스페인의 무적함대를 격파한 후 유럽의 재해권을 장악한 네덜란드는 1602년 그 동안 난립하였던 여러 무역 회사를 통폐합하여 네덜란드 동인도 회사를 세우고 아시아 지역의 무역을 독점하였다. 1604년 네덜란드는 명나라와 무역을 희망하였으나 명나라는 오랑캐와는 조공만이 가능하다며 거절하였다. 이때문에 네덜란드는 무역 상대를 류큐와 일본으로 변경하였다.:273-274 일본은 네덜란드와 무역을 하면서 새로운 문물을 받아들였고 이를 난학(蘭學)이라 불렀다. 일본에서 난학은 한 동안 서양 문물 전체를 대표하는 말이었다.
네덜란드 상선이 일본으로 향하다 폭풍을 만나 표류하는 일들이 있었다. 이렇게 표류하던 배가 조선에 도착하면서 이전의 황당선과는 다른 새로운 종류의 이양선들이 알려지게 되었다. 인조 6년(1628년) 네덜란드 선원 얀 얀스 벨테브레(네덜란드어: Jan Jansz Weltevree)외 두 명이 표류하여 제주도에 도착하였다. 벨테브레는 박연이라는 조선 이름으로 무관이 되어 총포 제작 업무를 하였다. 병자호란이 일어난 뒤 동료들은 전쟁 중에 죽고 박연만이 남았다. 효종 4년(1653년) 헨드릭 하멜이 제주도에 표류하였다. 그는 귀국을 희망하였으나 조선에 억류되었다가 1666년 탈출하여 네덜란드로 돌아갔다. 하멜은 밀린 임금과 보상금의 수령을 위해 자신이 타의에 의해 조선에 억류되었다는 것을 증명하여야 하였고, 이를 위해 《하멜표류기》를 저술하였다.
18세기까지 간간히 등장하던 이양선은 19세기에 들어 부쩍 자주 나타나게 되었다. 당시 유럽의 여러 나라들과 미국은 제국주의를 바탕으로한 패권 경쟁을 벌이고 있었고 앞다투어 아시아의 여러 나라에 접근해 왔다. 아편전쟁으로 영국이 홍콩을 할양 받은 이후 청나라는 세계 열강의 각축장이 되었다. 조선에서도 이양선의 출몰이 늘어 1801년에서 1860년까지 보고된 이양선의 출몰 건 수는 27회였고, 그 가운데 1849년 이후 건 수가 20회 여서 후기로 갈 수록 이양선의 접근이 더 잦았다.
19세기 한국에 접근한 이양선은 프랑스, 영국, 미국 등의 함선이었다. 이양선은 조선에 통상을 비롯한 여러 가지 요구를 해왔다. 프랑스의 경우 천주교의 자유로운 전파를 요구하였다. 그러나 조선은 순조 1년(1801년) 일어난 황사영 백서 사건 이후 천주교를 엄금하고 있었다.:333 헌종 13년(1847년) 전년도의 요구에 대한 답신을 받으로 온 프랑스 이양선이 고군산열도에 도착하였다가 풍랑에 좌초하자 조선은 이들을 상하이로 돌려보냈다. 이 과정에서 조선이 프랑스의 서신을 거부하여 프랑스 측이 검을 뽑는 사태가 있었으나 별다른 충돌은 일어나지 않았다. 고종 3년(1866년)에는 미국 상선이 대동강을 거슬러 올라가 통상을 요구하다 거부되자 행패를 부려 상선이 전소되는 제네럴 셔먼호 사건이 있었고, 고종 5년(1868년)에는 독일인 에른스트 오페르트가 상선을 빌려 타고 밀입국하여 일으킨 남연군 묘 도굴 사건이 있기도 하였다.

## 분쟁
이양선의 통상 요구에 대한 조선의 답변은 한결 같았는데, "조선은 청의 속국이기 때문에 외교권이 없다"는 것이었다.:342 그러나 프랑스는 여전히 천주교 박해를 빌미로, 미국은 제너럴 셔먼 호 사건에 대한 조사를 이유로 조선에 대한 개항 압력을 가해왔다. 이는 결국 병인양요와 신미양요가 일어나는 원인이 되었다.

## 같이 보기
- 제너럴 셔먼 호 사건
- 남연군 묘 도굴 사건
- 병인양요
- 신미양요
- 흑선